# Zustimmungsersetzungsverfahren (§ 99 Abs. 4 BetrVG)
In Deutschland hängt das Recht des Arbeitgebers zur Durchführung einer personellen Einzelmaßnahme (Neueinstellung, Ein- oder Umgruppierung und Versetzung eines Arbeitnehmers) von der Zustimmung eines in dem Betrieb gebildeten Betriebsrats ab, wenn in dem Unternehmen mindestens 20 wahlberechtigte Arbeitnehmer regelmäßig beschäftigt sind. Verweigert der Betriebsrat die von dem Arbeitgeber verlangte Zustimmung, so kann der Arbeitgeber durch das arbeitsgerichtliche Zustimmungsersetzungsverfahren nach § 99 Abs. 4 Betriebsverfassungsgesetz (BertrVG) die fehlende Zustimmung durch das zuständige Arbeitsgericht ersetzen lassen.
Voraussetzung ist, dass der Betriebsrat die Zustimmung zu Unrecht verweigert hat, weil keiner der in § 99 Abs. 2 BetrVG für die Verweigerung genannten Gründe vorlag. Der Arbeitgeber kann die personelle Einzelmaßnahme grundsätzlich erst durchführen, wenn der Betriebsrat zugestimmt hat oder die Zustimmung durch das Gericht ersetzt wurde. In Ausnahmefällen - wenn die personelle Maßnahme „aus sachlichen Gründen dringend erforderlich“ ist - kann der Arbeitgeber sie trotz der unterbliebenen Zustimmung nach § 100 BetrVG zunächst vorläufig durchführen, muss aber innerhalb von 3 Tagen beim zuständigen Arbeitsgericht die Ersetzung der Zustimmung beantragen.

## Zulässigkeitsvoraussetzungen
Der Antrag auf Ersetzung der Zustimmung muss eine Reihe von Zulässigkeitsvoraussetzungen erfüllen.

### Antragsbefugnis des Arbeitgebers
Die notwendige Antragsbefugnis des Arbeitgebers ergibt sich aus § 99 Abs. 4 BetrVG.

### Weitere Beteiligte
Am gerichtlichen Verfahren ist der für die jeweilige personelle Maßnahme zuständige Betriebsrat als Beteiligter nach § 83 Abs. 3 ArbGG zu beteiligen. Die jeweils betroffenen Arbeitnehmer sind dagegen nach der Rechtsprechung des Bundesarbeitsgerichts (BAG) nicht Beteiligte im Sinne des § 83 Abs. 3 ArbGG und müssen daher nicht beteiligt werden.

### Ordnungsgemäßer Klageantrag
Der Arbeitgeber hat grundsätzlich zu beantragen, „die Zustimmung des Betriebsrates zu <bestimmte personelle Maßnahme> zu ersetzen“. Dabei muss der Antrag des Arbeitgebers hinreichend bestimmt im Sinne des § 253 Abs. 2 Nr. 2 ZPO sein. Hierzu müssen die Art der personellen Maßnahme – Einstellung, Versetzung, Ein- oder Umgruppierung in eine bestimmte Gehaltsgruppe – und die davon betroffene Person hinreichend präzise bezeichnet werden. Erforderlichenfalls hat hierzu das Gericht einen Antrag unter Berücksichtigung des gesamten Vorbringens des Antragstellers auszulegen. Eine hinreichende Bezeichnung des Streitgegenstands im Sinne von § 253 Abs. 2 Nr. 2 ZPO erfordert ebenfalls die Angabe, ob die personelle Maßnahme unbefristet oder befristet vorgenommen werden soll, und ggf. bis zu welchem Zeitpunkt sie befristet durchgeführt werden soll.
Im Einzelfall kann streitig sein, ob die Zustimmung des Betriebsrats nicht aufgrund der gesetzlichen Fiktion nach § 99 Abs. 3 BetrVG bereits vorliegt, weil der Betriebsrat die Verweigerung der Zustimmung vermeintlich nicht binnen einer Frist von einer Woche nach der Unterrichtung durch den Arbeitgeber schriftlich mitgeteilt hat. In einem solchen Fall kann der Arbeitgeber in erster Linie die Feststellung des Vorliegens einer Zustimmung und hilfsweise die Ersetzung der Zustimmung beantragen.
Beantragt der Arbeitgeber die Ersetzung der Zustimmung des Betriebsrats zu einer geplanten personellen Maßnahme und stellt sich im Laufe des Verfahrens heraus, dass die Zustimmung des Betriebsrats mangels rechtzeitiger oder beachtlicher Zustimmungsverweigerung schon als erteilt gilt, so hat das Gericht auch ohne einen ausdrücklich darauf gerichteten Antrag des Arbeitgebers dahin zu entscheiden, dass die Zustimmung des Betriebsrats als erteilt gilt.

### Rechtsschutzbedürfnis
Das notwendige Rechtsschutzbedürfnis setzt voraus
- dass § 99 Abs. 1 BetrVG anwendbar ist (Betrieb mit in der Regel mehr als 20 wahlberechtigten Arbeitnehmern);
- eine personelle Maßnahme im Sinne des § 99 Abs. 1 BetrVG vorliegt[7]
- nicht schon eine (fingierte) Zustimmung gemäß § 99 Abs. 3 BetrVG gegeben ist[8]
- der Arbeitgeber die personelle Maßnahme noch beabsichtigt[9];
- nicht die Zustimmung für eine nur vergangene personelle Maßnahme begehrt wird[10].

Das Rechtsschutzbedürfnis entfällt nicht schon deshalb,
- weil der Beschluss über den Zustimmungsersetzungsantrag absehbar nicht vor Beendigung der personellen Maßnahme rechtskräftig werden wird;
- der Arbeitgeber ein weiteres Mal den Betriebsrat um Zustimmung zu einer personellen Maßnahme betreffend denselben Arbeitnehmer ersucht hat; der Arbeitgeber kann entsprechend auch mehrere Zustimmungsersetzungsverfahren – nacheinander oder auch zeitlich parallel – bei Gericht anhängig machen; diese betreffen trotz Überschneidung des Rechtsschutzziels prozessual unterschiedliche Gegenstände[11].

### Lehre vom Doppelantrag: 3-Tages-Frist bei vorläufiger Durchführung
Der Zustimmungsersetzungsantrag ist an sich nicht fristgebunden. Der Betriebsrat kann den Arbeitgeber auch nicht zu einem Zustimmungsersetzungsantrag zwingen. Führt der Arbeitgeber jedoch eine personelle Maßnahme vorläufig nach § 100 BetrVG durch, folgt aus der Drei-Tages-Frist des § 100 BetrVG nach der herrschenden „Lehre vom Doppelantrag“, dass sowohl der Antrag auf Zustimmungsersetzung nach § 99 BetrVG  wie auch der Antrag auf Feststellung der dringenden Erforderlichkeit gemäß § 100 BetrVG innerhalb einer Frist von drei Tagen beim Arbeitsgericht rechtshängig zu machen ist.

### Unzulässig als Widerantrag im Aufhebungsverfahren nach § 101 BetrVG
Ein Zustimmungsersetzungsantrag, der als Widerantrag im Rahmen eines Verfahren nach § 101 BertrVG gestellt wird, ist unzulässig: „Das Fehlen eines gesetzlichen Grundes für die Zustimmungsverweigerung kann nur in dem dafür vorgesehenen Zustimmungsersetzungsverfahren nach § 99 Abs. 4 BetrVG geltend gemacht werden; im Verfahren nach § 101 S.1 BetrVG muss ein solches Vorbringen unberücksichtigt bleiben. Das Verfahren nach § 101 S. 1 BetrVG dient der Sicherung des Mitbestimmungsrechts des Betriebsrats, während das Verfahren nach § 99 Abs. 4 BetrVG den gerichtlichen Streit über die Begründetheit der Zustimmungsverweigerung des Betriebsrats zu der beabsichtigten personellen Maßnahme des Arbeitgebers ermöglicht.“

### Keine Erledigung
Zu einer streitigen Entscheidung über einen Zustimmungsersetzungsantrag kommt es nicht, wenn die personelle Maßnahme sich erledigt hat und der Arbeitgeber die Erledigung des Rechtsstreits erklärt. Anders als im Urteilsverfahren wird nicht geprüft, ob vor der Erledigung der Antrag überhaupt zulässig und begründet war. Das Verfahren wird dann nach § 83a Abs. 2 ArbGG eingestellt.

## Begründetheit
Ein Zustimmungsersetzungsantrag ist begründet, wenn folgende Voraussetzungen im Zeitpunkt der gerichtlichen Entscheidung kumulativ vorliegen:
- Das Zustimmungsverfahren wurde nach § 99 Abs. 1 Sätze 1 und 2 BetrVG ordnungsgemäß eingeleitet.
- Eine Zustimmung des Betriebsrats ist nicht bereits nach § 99 Abs. 3 BetrVG zu fingieren.[16]
- Der Betriebsrat hat die Zustimmung verweigert, obwohl kein Verweigerungsgrund nach § 99 Abs. 2 BetrVG vorliegt, der innerhalb der Wochenfrist des § 99 Abs. 3 S. 1 BetrVG vom Betriebsrat schriftlich geltend gemacht worden ist. Der Betriebsrat kann sich im gerichtlichen Verfahren nicht (mehr) auf Verweigerungsgründe berufen, die er nicht zuvor fristgerecht gegenüber dem Arbeitgeber geltend gemacht hat (kein „Nachschieben“ von Gründen).[17]

### Zustimmungsverweigerungsgründe
Die Gründe, die den Betriebsrat zur Verweigerung der Zustimmung berechtigen, sind in § 99 Abs. 2 BetrVG abschließend aufgezählt; der Betriebsrat kann die Zustimmung nur unter Berufung auf einen der dort genannten Gründe verweigern.

#### Nr. 1 Verstoß gegen eine gesetzliche oder tarifliche Bestimmung, gerichtliche Entscheidung oder behördliche Anordnung
Zunächst kann der Betriebsrat die Zustimmung verweigern, wenn die Maßnahme gegen eine gesetzliche Vorschrift, eine Tarifnorm, eine gerichtliche Entscheidung oder eine behördliche Anordnung verstößt. In Betracht kommt hier beispielsweise die von dem Arbeitgeber beabsichtigte Einstellung einer hochschwangeren Arbeitnehmerin unter Verstoß gegen § 3 Mutterschutzgesetz oder eines Jugendlichen unter Verstoß gegen § 22 JSchG.

#### Nr. 2 Verstoß gegen eine Auswahlrichtlinie nach § 95 BetrVG
Nach § 95 BetrVG können Arbeitgeber und Betriebsrat einvernehmlich allgemeine Auswahlrichtlinien für die Vornahme von personellen Einzelmaßnahmen festlegen. Haben sie von diesem Recht Gebrauch gemacht, begründet der Verstoß gegen eine solche Richtlinie durch den Arbeitgeber ebenfalls ein Zustimmungsverweigerungsrecht des Betriebsrats.

#### Nr. 3 Begründete Besorgnis der Verursachung von Kündigungen und sonstigen Nachteilen fürandereArbeitnehmer
Personelle Einzelmaßnahmen – insbesondere die Versetzung von Arbeitnehmern infolge eines Arbeitsplatzwegfalls – können dazu führen, dass (insbesondere aufgrund einer dann möglicherweise notwendigen Sozialauswahl nach § 1 Abs. 3 KSchG) anderen Arbeitnehmern eine Kündigung droht. Liegt ein solcher Fall vor, darf der Betriebsrat ebenfalls die Zustimmung zu der Maßnahme verweigern, um die anderen Arbeitnehmer zu schützen. Gleiches gilt, wenn durch eine Maßnahme sonstige erhebliche Nachteile für einen anderen Arbeitnehmer drohen, beispielsweise wenn die Versetzung eines von zwei Schichtleitern auf eine andere Position dazu führt, dass der verbleibende Schichtleiter nunmehr doppelt so viel Verantwortung wie zuvor trägt.

#### Nr. 4 Ungerechtfertigte Benachteiligung des von der MaßnahmebetroffenenArbeitnehmers
Ebenfalls kann der Betriebsrat seine Zustimmung bei Versetzungen verweigern, wenn der Arbeitnehmer durch die Versetzung ungerechtfertigt benachteiligt würde, beispielsweise durch eine Verschlechterung der äußeren Arbeitsbedingungen (Lärm, längere Wege) oder auch durch eine Schlechterstellung hinsichtlich der Vertragsinhalte, beispielsweise durch eine Vergütungsreduzierung. Entspricht die Maßnahme dem ausdrücklichen, freiwilligen Wunsch des Arbeitnehmers, darf der Betriebsrat die Zustimmung nicht verweigern, selbst wenn die Voraussetzungen der Nr. 4 vorliegen.

#### Nr. 5 Unterlassen einer nach § 93 BetrVG erforderlichen Ausschreibung im Betrieb
Gemäß § 93 BetrVG müssen neu zu besetzende Arbeitsplätze auf Verlangen des Betriebsrats zunächst innerhalb des Betriebs ausgeschrieben werden. Geschieht dies nicht und will der Arbeitgeber daraufhin eine externe Person auf den zu besetzenden Arbeitsplatz einstellen, kann der Betriebsrat dieser Maßnahme widersprechen bzw. die Zustimmung verweigern. Umstritten ist, ob die Zustimmung auch ohne vorige Ausschreibung erteilt werden muss, wenn von vorneherein offensichtlich ist, dass kein Arbeitnehmer des Betriebs für die ausgeschriebene Stelle in Betracht kommt. Das BAG hat die Frage bisher nicht entschieden.

#### Nr. 6 Begründete Besorgnis, dass der von der Maßnahme betroffene Arbeitnehmer den Betriebsfrieden stören werde
Ebenfalls kann der Betriebsrat die Zustimmung verweigern, wenn objektive Anhaltspunkte dafür vorliegen, dass eine ernstliche Störung des Betriebsfriedens in Form von Gesetzesverstößen oder Verstößen gegen die Grundsätze des § 75 Abs. 1 BetrVG durch die Einstellung eines Arbeitnehmers zu befürchten ist. An das Vorliegen dieser Voraussetzungen sind strenge Anforderungen zu stellen; es muss auf Basis von Tatsachen die ernsthafte Prognose gerechtfertigt sein, dass sich ein (in der Regel bereits aufgetretenes) gesetzeswidriges Verhalten des Arbeitnehmers fortsetzen oder wiederholen werde und hierdurch eine Störung des Betriebsfriedens eintreten werde.